# Pararete farreopsis
Pararete farreopsis är en svampdjursart som först beskrevs av Carter 1877.  Pararete farreopsis ingår i släktet Pararete och familjen Euretidae.

## Underarter
Arten delas in i följande underarter:
- P. f. fragiferum
- P. f. jakosalemi